# کارل کریستسن اشتاین

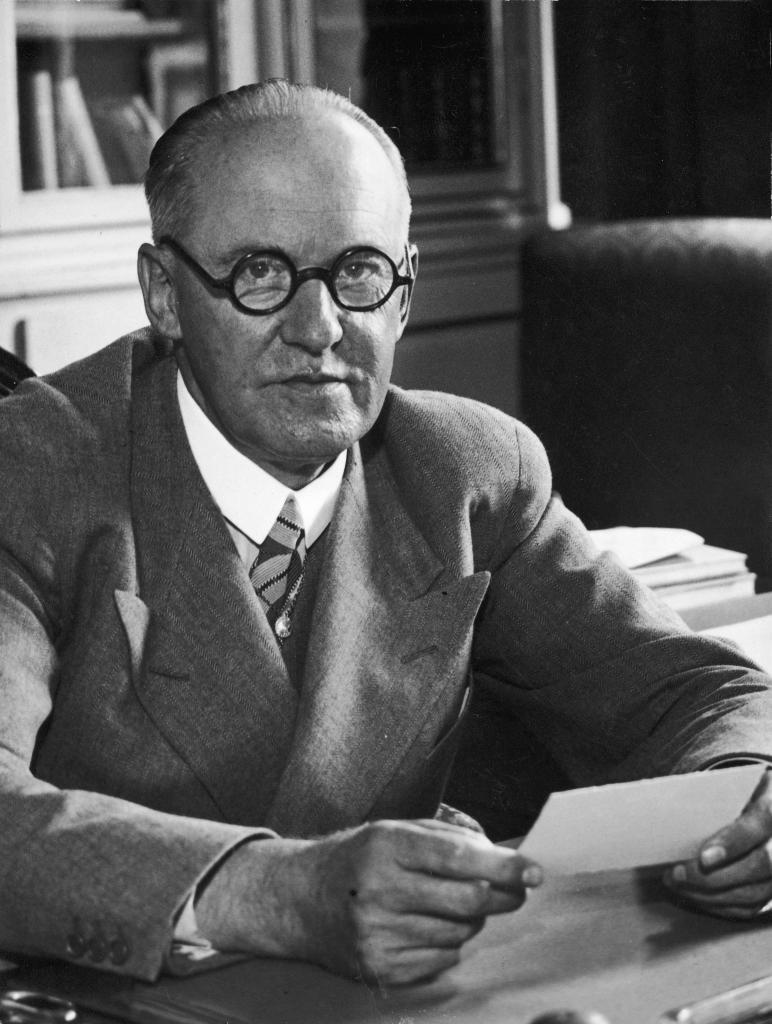
کارل کریستین اشتاین، حدود سال ۱۹۴۰.

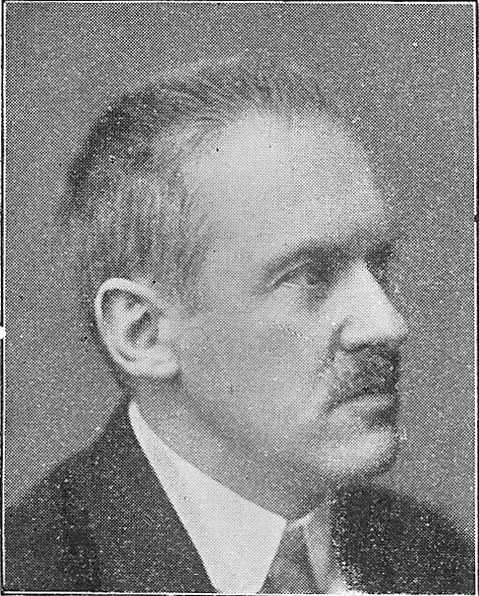
کارل کریستین اشتاین در سال ۱۹۲۱.

کارل کریستین ویلهلم اشتاین (۲۵ اوت ۱۸۸۰–۸ اوت ۱۹۶۳)، سیاستمدار دانمارکی از حزب سوسیال دموکرات بود. او طی دو دورهٔ متفاوت بین سال‌های ۱۹۲۴ تا ۱۹۲۶ و ۱۹۳۵ تا ۱۹۳۹ وزیر دادگستری و از سال ۱۹۲۹ تا ۱۹۳۵ وزیر رفاهِ اجتماعی بود. وی با اعمال اصلاحات اجتماعی در اوایل دهه ۱۹۳۰، از جمله توافق‌نامه کانسلرگاد، به عنوان معمار اصلی دولت رفاه دانمارک معرفی شده‌است.

## بهینه‌سازی نژادی
اشتاین در سال ۱۹۲۰ کتابی با نام "آیندهٔ رفاه اجتماعی" منتشر کرد که به واسطهٔ آن مشهور شد. او در این کتاب می‌گوید:
"ما با اشخاص فرومایه با عشق و ملایمت رفتار می‌کنیم، اما در عوض، به او اجازهٔ تولید مثل نمی‌دهیم."
کتاب او اساسِ قوانین دانمارک در مورد بهینه‌سازی نژادی و عقیم سازی عناصر ناخواسته (برای جامعه) بود. اشتاین جلوگیری از تولید مثل "افراد فرومایه" را هم برای جامعه و هم برای کودکان این افراد مهم دانست.
فیلم خلوص انتقام (Verachtung (The Purity of Vengeance اشاره ای به افکار و آثار اشتاین در جامعهٔ دانمارک دارد.